# Dampierre, Jura
Dampierre je naselje in občina v vzhodnem francoskem departmaju Jura regije Franche-Comté. Leta 2009 je naselje imelo 1.209 prebivalcev.

## Geografija
Kraj leži v pokrajini Franche-Comté ob reki Doubs in vodnem kanalu Rona-Ren, 22 km severovzhodno od Dola.

## Uprava
Dampierre je sedež istoimenskega kantona, v katerega so poleg njegove vključene še občine La Barre, La Bretenière, Courtefontaine, Étrepigney, Évans, Fraisans, Monteplain, Orchamps, Our, Plumont, Ranchot, Rans, Salans s 7.041 prebivalci (v letu 2009).
Kanton Dampierre je sestavni del okrožja Dole.

## Zanimivosti
- cerkev sv. Avguština;

## Promet
Dampierre leži ob državni cesti RN 73 (Route national 73), severno od kraja poteka avtocesta A36, imenovana La Comtoise, z začetkom pri Ladoix-Serrigny (Beaune, Côte-d’Or), konča se na nemški meji pri Ottmarsheimu (Mulhouse, Haut-Rhin).